# Yao (Kaiser)

Kaiser Yao, Phantasiebildnis im 13. Jahrhundert

Yao (chinesisch 堯 / 尧, Pinyin Yáo, Jyutping Jiu4) (der Überlieferung nach 2353–2234 v. Chr.) war ein legendärer chinesischer Herrscher, zählte zu den Drei Erhabenen und war der vierte der Fünf Urkaiser. Er ist auch unter den Namen Yaotangshi (陶唐氏), Yi Fangxun (伊放勳) und Yi Qi (伊祈) bekannt. Yaos größte Leistung besteht in der erfolgreichen Bekämpfung einer das antike China heimsuchenden Flutkatastrophe.

## Abstammung und frühes Leben
Yao war der zweite Sohn von Kaiser Kù (嚳) und Qingdu (慶都). Er ist auch als Tangyao (唐堯) bekannt. Yaos Mutter wurde als die Göttin Yao-mu verehrt.

## Vermächtnis
Oft als moralisch perfekter und intelligenter König gepriesen, diente Yaos Wohlwollen und Fleiß als Vorbild für zukünftige chinesische Monarchen und Kaiser. Frühe Chinesen sprechen oft von Yao, Shun und Yu dem Großen als historische Figuren. Zeitgenössische Historiker glaubten, dass sie Anführer verbündeter Stämme darstellen könnten, die ein einheitliches und hierarchisches Regierungssystem in einer Übergangszeit zur patriarchalischen Feudalgesellschaft etablierten. Im Buch der Urkunden, einem der Fünf Klassiker, befassen sich die Anfangskapitel mit Yao, Shun und Yu.

## Legende
Der Legende nach wurde Yao im Alter von 20 Jahren zum Herrscher und starb im Alter von 119 Jahren, als er seinen Thron an Shun den Großen übergab, dem er seine beiden Töchter zur Frau gegeben hatte (娥皇,  Éhuáng und 女英,  Nǚyīng). Den Bambusannalen zufolge verzichtete Yao in seinem 73. Regierungsjahr auf den Thron und lebte noch weitere 28 Jahre unter Shuns Herrschaft.

Während der Regierungszeit von Kaiser Yao begann die Große Flut, eine Flut, die so gewaltig war, dass kein Teil von Yaos Territorium verschont blieb und sowohl der Gelbe Fluss als auch die Täler des Jangtse überflutet wurden. Die angebliche Natur der Flut wird in dem folgenden Zitat dargestellt:
Wie endlos kochendes Wasser ergießt sich die Flut in die Zerstörung. Grenzenlos und überwältigend, überrollt sie Hügel und Berge. Steigend und immer höher, bedroht sie den Himmel selbst. Wie müssen die Menschen stöhnen und leiden! – Kaiser Yao beschreibt die Flut, zitiert und übersetzt aus dem Shiji

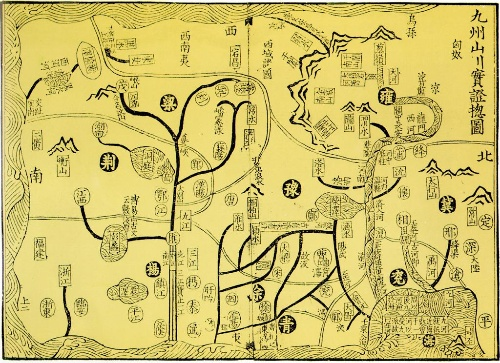
Eine Darstellung des Systems der Zhou oder „Inseln“ (heute als „Provinzen“ umgedeutet), ein System, dessen Entwicklung Shun zugeschrieben wird, um die politische Verwaltung eines Territoriums zu ermöglichen, in dem ständige Überschwemmungen eine normale Kommunikation unmöglich machten, obwohl die Anzahl und die Standorte der Zhou im Laufe der Zeit variierten.

Sowohl historischen als auch mythologischen Quellen zufolge hielt die Überschwemmung unerbittlich an. Yao suchte nach jemandem, der die Flut kontrollieren konnte, und wandte sich um Rat an seinen speziellen Berater, Vier Berge (四嶽 oder 四岳,  Sìyuè); der, nach einigen Überlegung, Kaiser Yao Ratschläge gab, die er nicht besonders begrüßte. Auf Drängen von Vier Berge und über Yaos anfängliches Zögern hinweg stimmte Yao schließlich zu, Gun, den Prinzen von Chong, der durch gemeinsame Abstammung vom Gelben Kaiser ein entfernter Verwandter Yaos war, mit der Kontrolle der Flut zu beauftragen.
Da insbesondere der Gelbe Fluss häufig über die Ufer trat und unter seinen Wasser- und Schlamm-Massen ganze Landstriche begrub, wird allgemein vermutet, Yao habe jenen Fluss durch den Bau von Dämmen mit aus dem Himmel entwendeter „schwellender Erde“ gebändigt. Allerdings wird ebenfalls berichtet, dass in Yaos Zeit die Sonne ganze zehn volle Tage nicht unterging, während das Land von einer Welle, „die bis in den Himmel reichte“ überflutet wurde. Wegen weiterer Passagen wie „Das Wasser reichte wohl an die höchsten Berge, und die Hügel davor waren überhaupt nicht zu sehen“ sehen einige dem Katastrophismus anhängende Forscher Parallelen zu u. a. in der Bibel überlieferten Berichten und vermuten einen weltweiten Kataklysmus (siehe 4,2-Kilojahr-Ereignis).
Selbst nach neun Jahren der Bemühungen von Gun wütete die Flut weiter und führte zur Zunahme aller Arten sozialer Probleme. Als die Verwaltung des Reiches immer schwieriger wurde, bot Yao an, den Thron zugunsten seines speziellen Beraters, Vier Berge, abzutreten. Dieser lehnte jedoch ab und empfahl Shun – einen weiteren entfernten Verwandten Yaos durch den Gelben Kaiser, der trotz seiner königlichen Abstammung im Verborgenen lebte.
Yao unterzog Shun mehreren Prüfungen, angefangen damit, dass er seine beiden Töchter mit Shun verheiratete. An deren Ende sandte er ihn von den Bergen in die Ebene hinab, wo Shun sich heftigen Winden, Donner und Regen stellen musste. Nachdem er alle Prüfungen Yaos bestanden hatte, von denen nicht die geringste darin bestand, einen Zustand ehelicher Harmonie mit Yaos beiden Töchtern zu etablieren und aufrechtzuerhalten, übernahm Shun administrative Aufgaben als Mitkaiser. Nun musste sich Shun mit der Großen Flut und den damit verbundenen Störungen auseinandersetzen, insbesondere angesichts der Tatsache, dass Yaos widerwillige Entscheidung, Gun mit der Bewältigung des Problems zu beauftragen, die Situation nicht beheben konnte, obwohl er in den vorherigen neun Jahren daran gearbeitet hatte. Shun unternahm in den nächsten vier Jahren Schritte, um das Reich neu zu organisieren, so dass die unmittelbaren Probleme gelöst wurden und die kaiserliche Behörde in eine bessere Position versetzt wurde, um mit der Flut und ihren Auswirkungen umzugehen.

## Verdienste
Von seinen vielen Verdiensten soll Yao das Spiel Weiqi erfunden haben, angeblich um seinen lasterhaften Playboy-Sohn Danzhu positiv zu beeinflussen. Nach der üblichen dreijährigen Trauerzeit nach Yaos Tod ernannte Shun Danzhu zum Herrscher, aber das Volk erkannte nur Shun als rechtmäßigen Erben an.

## Bambus-Annalen
Die Bambusannalen (竹書紀年) stellen dar, dass Yao in seinem 58. Regierungsjahr den Prinzen Danzhu nach Danshui verbannt hat. Sie fügen hinzu, dass, nach Yaos Abdankung zugunsten von Shun, Danzhu sich von Shun fernhielt, und dass nach dem Tod von Yao „Shun versuchte, ihm den Thron zu überlassen, aber vergeblich.“
Ein alternativer Bericht, der an anderer Stelle in den Annalen zu finden ist, erzählt jedoch eine andere Geschichte. Sie besagt, dass Shun Yao entthronte und einkerkerte und dann Danzhu für kurze Zeit auf den Thron erhob, bevor er ihn selbst bestieg.

## Dynastische Nachfolge
Yao wurde als Vorfahre des Kaisers Liu Bang aus der Han-Dynastie bezeichnet. Auch andere bedeutende Adelsfamilien haben eine Abstammung über den Gelben Kaiser behauptet.

## Astronomische Beobachtungen
Yao soll ebenfalls die Himmelsrichtungen bestimmen haben lassen und einen neuen Kalender eingeführt haben. Seine Minister Xi und He gelten als Begründer der chinesischen Astronomie. Gepriesen wurde stets auch Kaiser Yaos asketische Bedürfnislosigkeit: Nach einem Bericht des Philosophen Han Fei nährte er sich von Hirse und „grüner Suppe“; seine Kleidung bestand im Winter aus Tierfellen, im Sommer aus rauer Pflanzenfaser. Nicht zuletzt wird Yao die Erfindung des Go-Spiels zugeschrieben. Durch das Spiel sollte sein Sohn Danzhu Disziplin, Konzentration und geistige Balance lernen.
Nach einigen klassischen chinesischen Dokumenten wie Yao Dian („Kanon von Yao“, 堯典) im Shang Shu („Buch der Urkunden“, 尚書, auch 書經) und Wudi Benji („Aufzeichnungen der fünf Kaiser“, 五帝本紀) im Shiji („Aufzeichnungen der Chronisten“, 史記) beauftragte der König Yao astronomische Offiziere mit der Beobachtung von Himmelsphänomenen wie Sonnenaufgang, Sonnenuntergang und Aufgang der Abendsterne. Dies geschah, um einen Sonnen- und Mondkalender mit 366 Tagen für ein Jahr zu erstellen, der auch den Schaltmonat vorsah.
Einige kürzlich durchgeführte archäologische Arbeiten in der antiken Ausgrabungsstätte Taosi (陶寺遺址,  Táosì yízhǐ) in Shanxi, die auf die Zeit von 2300 v. Chr. bis 1900 v. Chr. datiert wird, könnten einige Beweise dafür geliefert haben. In Taosi wurde eine Art antikes Observatorium – das älteste in Ostasien – gefunden, das mit den alten Aufzeichnungen übereinzustimmen scheint.
Einige chinesische Archäologen glauben, dass Taosi der Ort eines Staates Youtang (有唐) war, der von Kaiser Yao erobert und zu seiner Hauptstadt gemacht wurde.
Die Struktur besteht aus einem äußeren halbringförmigen Weg und einer halbrunden Stampflehm-Plattform mit einem Durchmesser von etwa 60 m; sie wurde 2003–2004 entdeckt.